# Rito Zinnendorf
El Rito Zinnendorf es hoy en día quizás el rito masónico regular más practicado en Alemania y ampliamente difundido en Austria. Es desde luego el rito más popular al seno de la Gran Logia Nacional de los Francmasones de Alemania (Große Landesloge der Freimaurer von Deutschland), la única obediencia regular en la actual República Federal de Alemania. Sobrevivió en Rusia hasta la Revolución rusa de 1917, bajo una singular combinación con el Rito Sueco. Es un rito explícitamente cristiano y trinitario bajo un sistema de diez grados.

## Historia del Rito Zinnendorf
El Rito Zinnendorf recibe su nombre de su fundador Johann Wilhelm von Zinnendorf (1731-1782).

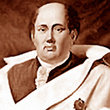
Johann Wilhelm von Zinnendorf (1731-1782), fundador del rito masónico que lleva su nombre y Gran Maestro de la Gran Logia Nacional de Alemania.

En vida de Zinnendorf, el rito recibía el nombre de Rito de Reichell, ya que fue George Reichell, el director alsaciano de la Escuela Militar de San Petersburgo, quien lo popularizó tanto en Prusia y sus posesiones como en Rusia. Más tarde recibiría el apellido de su autor para diferenciarlo de otro rito alemán, el Rito Schröder, el rito germano que goza hoy amplia difusión entre emigrantes alemanes, tanto en Europa como en Sudamérica.[cita requerida]
Al igual que el Rito Sueco, de donde proviene, o el Rito Escocés Rectificado, que le seguirá, el Rito Zinnendorf es un rito explícitamente cristiano y trinitario. Recoge de la Estricta Observancia Templaria, de donde provienen sus miembros fundadores, el simbolismo templario, pero rechaza el hermetismo y la alquimia ligados a esa obediencia del siglo XVIII. Actualmente, sólo admite a varones. Además, al igual que los ritos Sueco y escocés Rectificado, no admite visitantes no cristianos en los altos grados. Pertenecer a este rito significa explicitar la creencia en los Evangelios como fuente revelada, así como en la Santísima Trinidad. Por su origen, conserva derecho de visita irrestricto y convalidación de grados con los ritos Sueco y escocés Rectificado, así como con el Rito Francés en su versión denominada Tradicional o Restablecido.

En la segunda mitad del siglo XVIII, la Estricta Observancia Templaria se encontraba en una profunda crisis como consecuencia de sus pretensiones políticas que amenazaban la estabilidad de los Estados europeos, incluso de los gobernados por monarcas masones. 

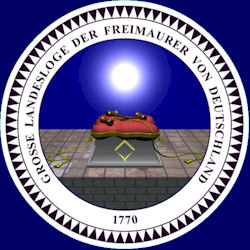
Sello de la Gran Logia Nacional de Alemania

 Además, su doctrina era una mezcla de cristianismo, templarismo más mítico y fabuloso que real, hermetismo y alquimia. A todo ello se unía el secretismo de los altos grados, lo que hacía que estos proliferaran de manera exponencial, la mayoría de la veces de manera desordenada, todo lo cual facilitaba la introducción de la estafa y la charlatanería. En un intento por poner orden, fue así como surgieron las grandes logias que hoy se conocen. Para el caso alemán, fue la Gran Logia Nacional de los Francmasones de Alemania la que ocupó ese lugar.
Hacia 1766, dos importantes colaboradores del barón von Hund, Johann Wilhelm von Zinnendorf y Johann Christian Schubart (1734-1787), tomaron contacto con Carl Friedrich Eckleff, fundador del Rito Sueco e íntimo colaborador del duque de Sudermania –futuro Carlos XIII de Suecia-, a la sazón Gran Maestre de la VII Provincia de la Orden de la Estricta Observancia Templaria y Gran Maestre de la Gran Logia de Suecia. Eckleff facilitaría a Zinnendorf los rituales del Rito Sueco, los mismos que, tras algunas modificaciones, conformarían el Rito de Reichel o actual Rito Zinnendorf. Con este material en la mano, Zinnendorf creó la Gran Logia Nacional de Alemania en 1770. Rápidamente la Gran Logia Nacional de Alemania creció y se extendió por todo el territorio, superando de inmediato en número de miembros a los restos que quedaban de la Estricta Observancia Templaria. Así, para 1771, Federico II de Prusia había colocado ya a la Gran Logia Nacional de Alemania y al nuevo rito en particular bajo su protección, por lo que para 1773 la Gran Logia de Inglaterra ya lo había reconocido como una potencia regular. Zinnendorf fue nombrado Gran Maestre de la nueva obediencia en el año de 1776.
Entre las curiosidades históricas de este rito se encuentra la pertenencia a él de Wolfgang Amadeus Mozart, iniciado en 1784 en la logia vienesa "Zur Wohlthätigkeit" ("La Beneficencia"), así como de su padre Leopold Mozart y de Franz Joseph Haydn, ambos iniciados hacia el final de sus vidas, después de Wolfang Amadeus. Una comparación con los rituales del Rito Zinnendorf permite afirmar que este es el rito que se describe en 1791 en Die Zauberflöte (La flauta mágica). A pesar de incluir en el libreto muchos elementos vinculados a la cultura popular y de que lleva a cabo una interpretación bastante libre del ritual masónico, las directrices de lo que es una iniciación masónica bajo el Rito Zinnendorf son palpables.[cita requerida]
Es un error ampliamente difundido que Mozart pertenecía a la Estricta Observancia Templaria. Esto resulta imposible, ya que para 1784 esta obediencia había desaparecido definitivamente dos años antes. A diferencia de Alemania, donde Federico II, masón el mismo, protegía a la Orden, en Austria, el nuevo emperador Leopoldo II de Habsburgo comenzaba un duro distanciamiento con la masonería, vinculada en su territorio a los Iluminados de Baviera.
A este rito perteneció también Johann Wolfgang von Goethe. Fue iniciado en junio de 1780 en la logia de Weimar "Amalia zu den Drei Rosen" ("Amalia de las Tres Rosas"), cuando al parecer todavía trabajaba el Rito de la Estricta Observancia Templaria. Sin embargo, en 1782, dicha logia comenzó a trabajar en el Rito Zinnendorf. En esta misma logia, pero en 1820, se iniciaría el "sucesor" de Haydn, Johann Nepomuk Hummel. Por el contrario, a pesar de su estrecha relación con la masonería, la pertenencia de Ludwig van Beethoven a este o a cualquier otro rito ha sido muy debatida.

## Estructura del Rito Zinnendorf

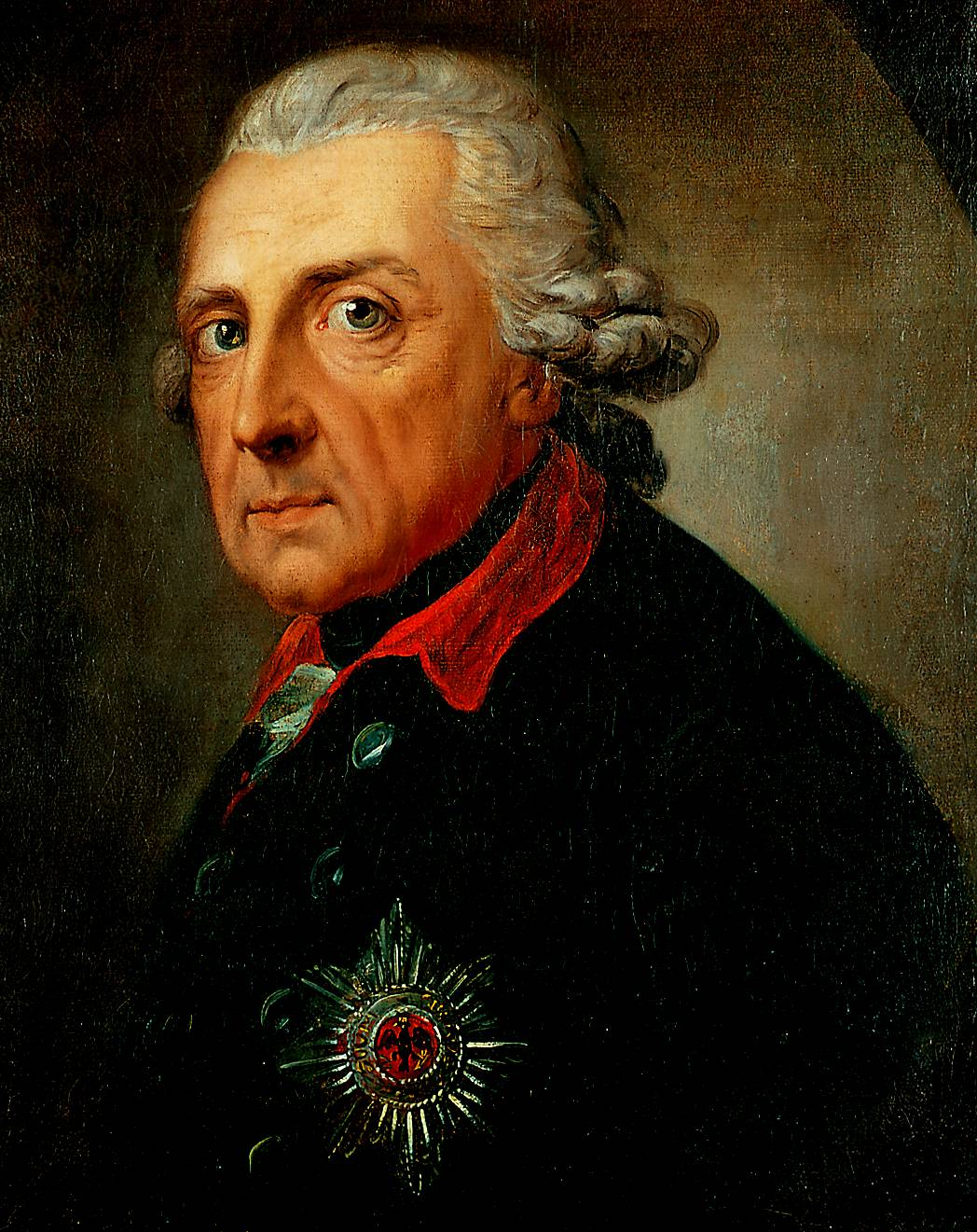
Federico II el Grande de Prusia, protector de la masonería alemana, pintado por Anton Graff.

El Rito Zinnendorf será reformado en algunos detalles en el año de 1819 por Christian Carl Friedrich Wilhelm von Nettelbladt (1779-1843), que es cuando adquiere su forma actual y se adopta el sistema de diez grados que hoy rige.[cita requerida]
Anteriormente en este sistema se trabajaban los siete grados siguientes:

### Masonería azul o de San Juan
1. Aprendiz
2. Compañero
3. Maestro

### Masonería roja o de San Andrés
4. Aprendiz y Compañero escocés
5. Maestro escocés

### Masonería Capitular
6. Clérigo o Favorito de san Juan
7. Hermano Elegido

## Enlaces y bibliografía
- Gran Logia Nacional de los Francmasones de Alemania (Große Landesloge der Freimaurer von Deutschland) Archivado el 1 de enero de 2011 en Wayback Machine. En alemán.
- Callaey, Eduardo R., El mito de la Revolución masónica, Madrid, Lectorum, 2008. ISBN 978-970-732-258-5
- Gefen, Gérard, Les musiciens et la Franc-maçonnerie, París, Fayard, 1993. ISBN 2-213-03167-3
- Ligou, Daniel, Dictionnaire de la Franc-maçonnerie, París, PUF, 1987. ISBN 2-13-048639-8